# 장사 (관직)
장사(長史)는 고대 중국과 한국의 관직 이름이다.
진나라 대에 이미 존재한 관직으로, 한나라에서는 상국, 승상, 태위, 사도, 사공, 장군 등의 관서에 모두 장사를 배치하여 업무를 보조하게 했다. 당나라 때의 장사는 요해지나 풍요로운 주(州)에 배치된 자사 휘하에 배속됐는데, 종오품에 해당하는 관직으로서 별가(別駕)라고도 불렸다. 실제 내용이나 상태에 부합하는 권한은 없지만, 대도독부(大都督府)에 소속된 장사는 지위가 높아 번진(藩鎭)의 절도사로서 일정한 지위가 부여되는 때도 있었다. 청나라에서는 친왕부(親王府)와 군왕부(郡王府)에 장사를 두어서 업무를 처리하게 했는데, 그 지위는 당나라 때의 별가와 유사했지만, 실무 처리의 권한이 있는 점은 다소 다르다.